# Endoxyla meyi
Endoxyla meyi is een vlinder uit de familie van de Houtboorders (Cossidae). De wetenschappelijke naam van deze soort is voor het eerst voorgesteld door Roman Viktorovitsj Jakovlev in een publicatie uit 2006.
De soort komt voor in de Filipijnen (Luzon).